# Apterastichus
Apterastichus is een geslacht van vliesvleugeligen uit de familie Eulophidae. De wetenschappelijke naam van dit geslacht is voor het eerst geldig gepubliceerd in 1994 door LaSalle.

## Soorten
Het geslacht Apterastichus is monotypisch en omvat slechts de volgende soort:
- Apterastichus oculatus LaSalle, 1994